# Rik Junior
Rik Junior est une série de bande dessinée, créé dans le journal Spirou n° 455 du 2 janvier 1947 par Victor Hubinon sous le pseudonyme d'Hughes, la série paraîtra jusqu'au journal Spirou n° 477 du 5 juin 1947.

## Publication

### Pré-publication
La série a été publiée dans Spirou en 1947.